# Joseph Ratcliffe Skelton
Pour les articles homonymes, voir Skelton.
Joseph Ratcliffe Skelton, souvent appelé J. R. Skelton, né à Newcastle upon Tyne en 1865 et mort le 6 novembre 1927 à North Kensington, alors dans le comté du Middlesex, est un peintre et illustrateur britannique prolifique, travaillant entre autres l'aquarelle et la peinture à l'huile.

## Biographie
Joseph Ratcliffe Skelton est le quatrième des six enfants de Thomas Simpson Skelton et de Sarah Knott. Son père, d'abord relieur, devient photographe et imprimeur photographique, déménageant à South Mimms, Middlesex en 1881. Il épouse Violet G. Hastie à Richmond (Surrey) en 1912.
Il est actif en tant qu'artiste à partir de la fin des années 1880, travaillant à Londres. Il peint des figures, des illustrations et des scènes de genre. Ses peintures sont exposées à la Royal Academy, à l'Institut royal des peintres à l'huile et à l'Institut royal des peintres à l'aquarelle. Il est membre de la Royal West of England Academy.
Joseph Ratcliffe Skelton meurt à North Kensington, Middlesex le 6 novembre 1927,,, proche de l’âge de 62 ans.

## Galerie

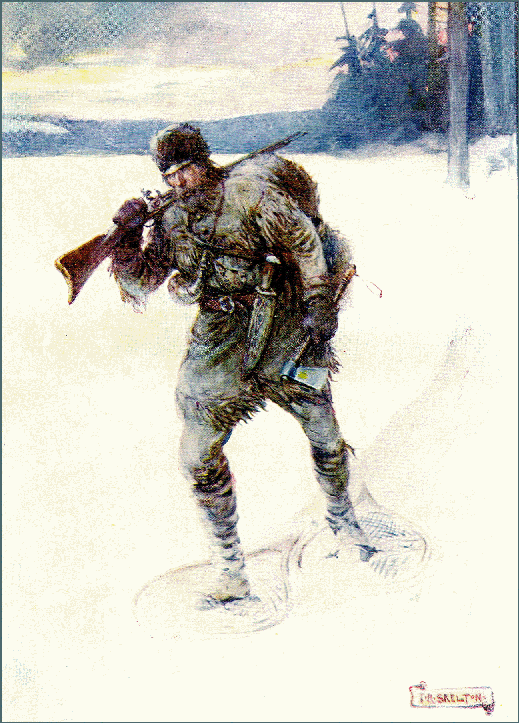
Alone across the trackless snow dans Our Empire Story, 1908.
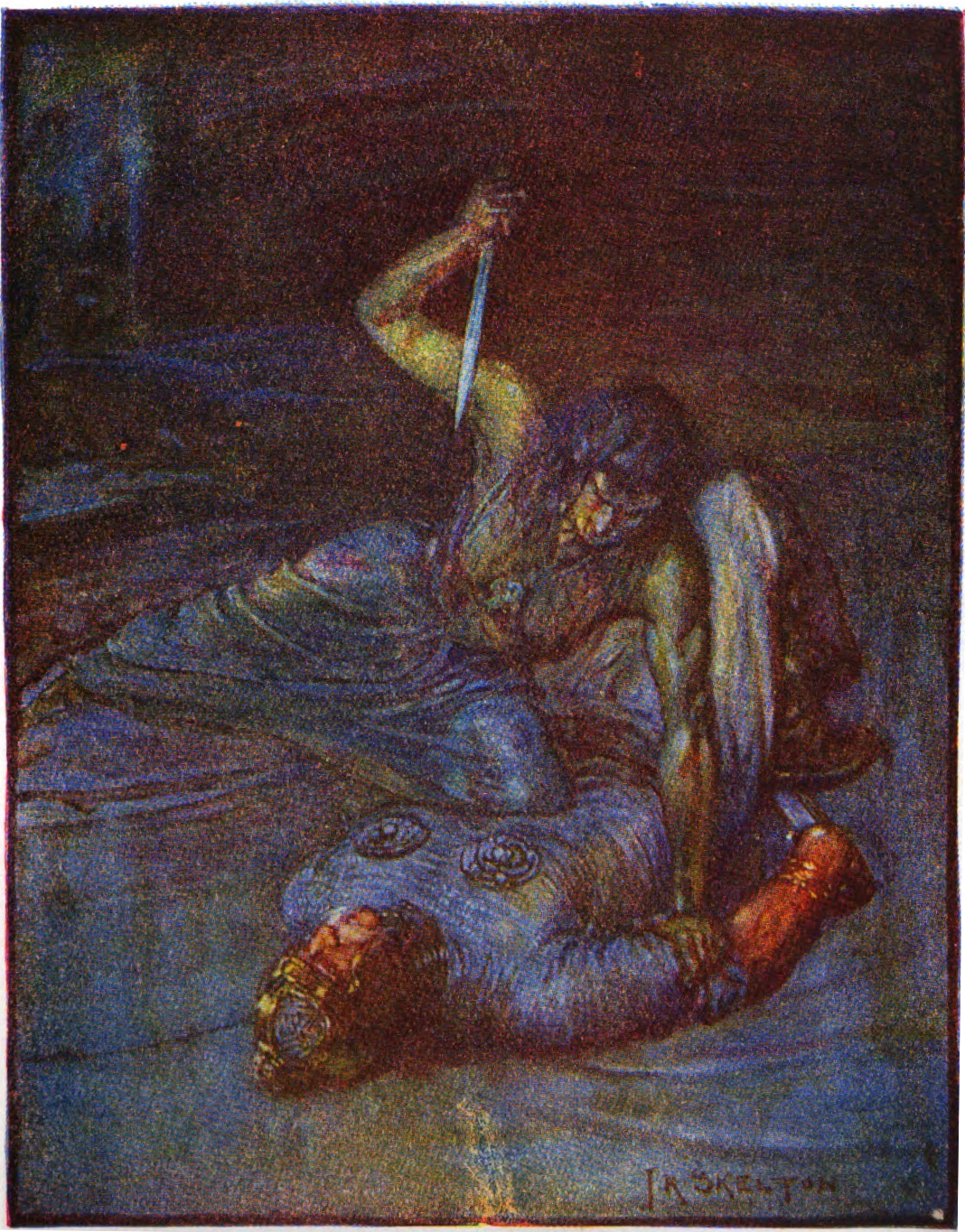
Water witch trying to stab Beowulf dans Stories of Beowulf, 1908.
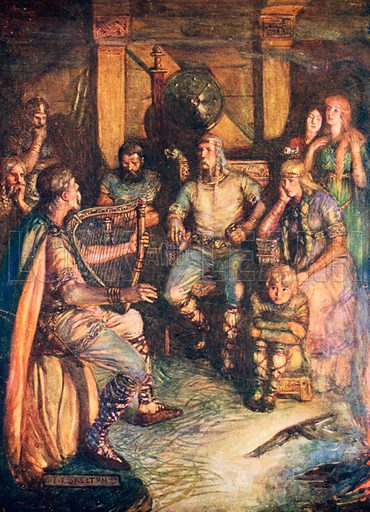
A minstrel sings of famous deeds, dans English Literature for Boys and Girls, c. 1910.
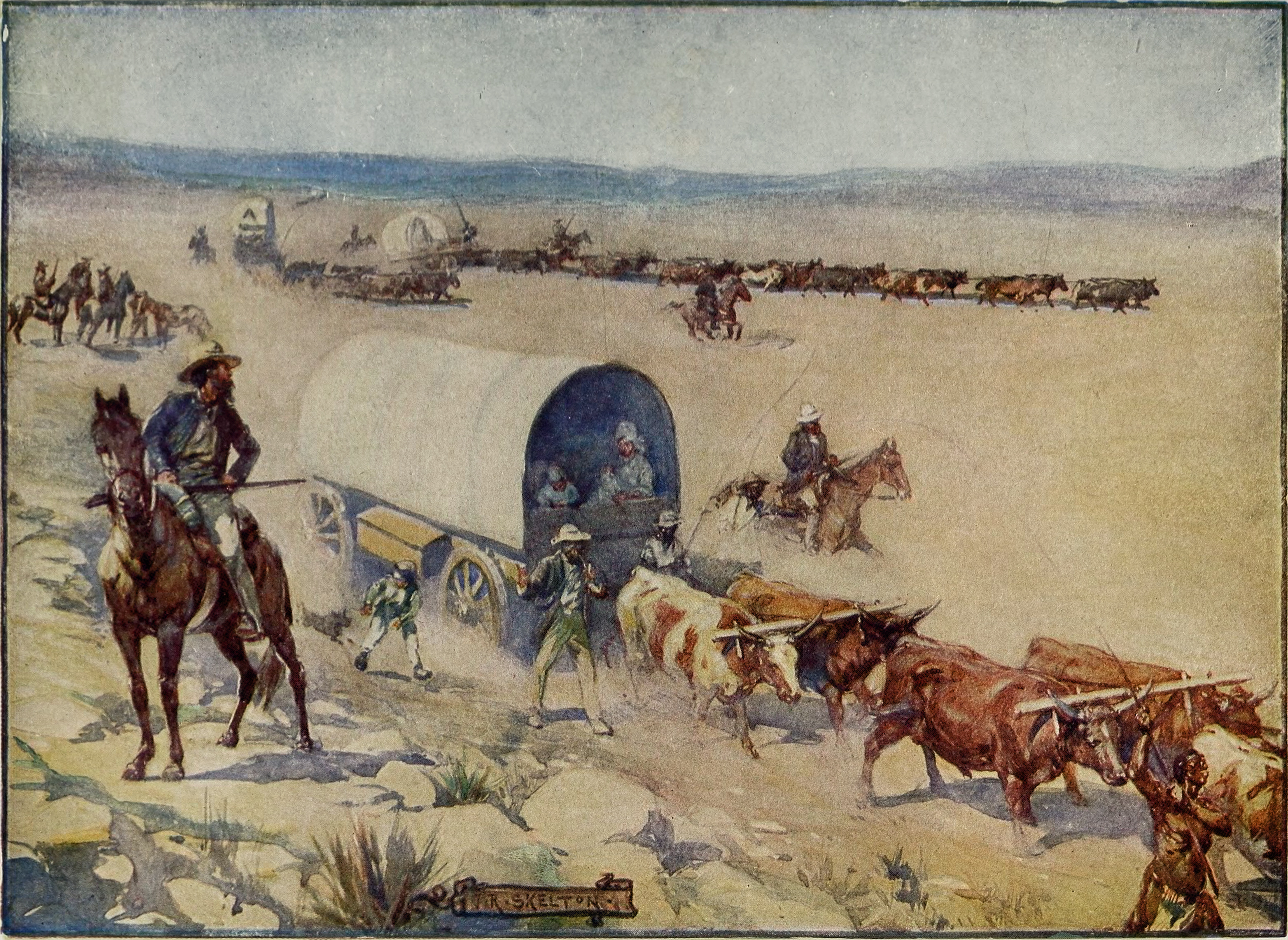
The Voortrekkers, dans South Africa, 1909.
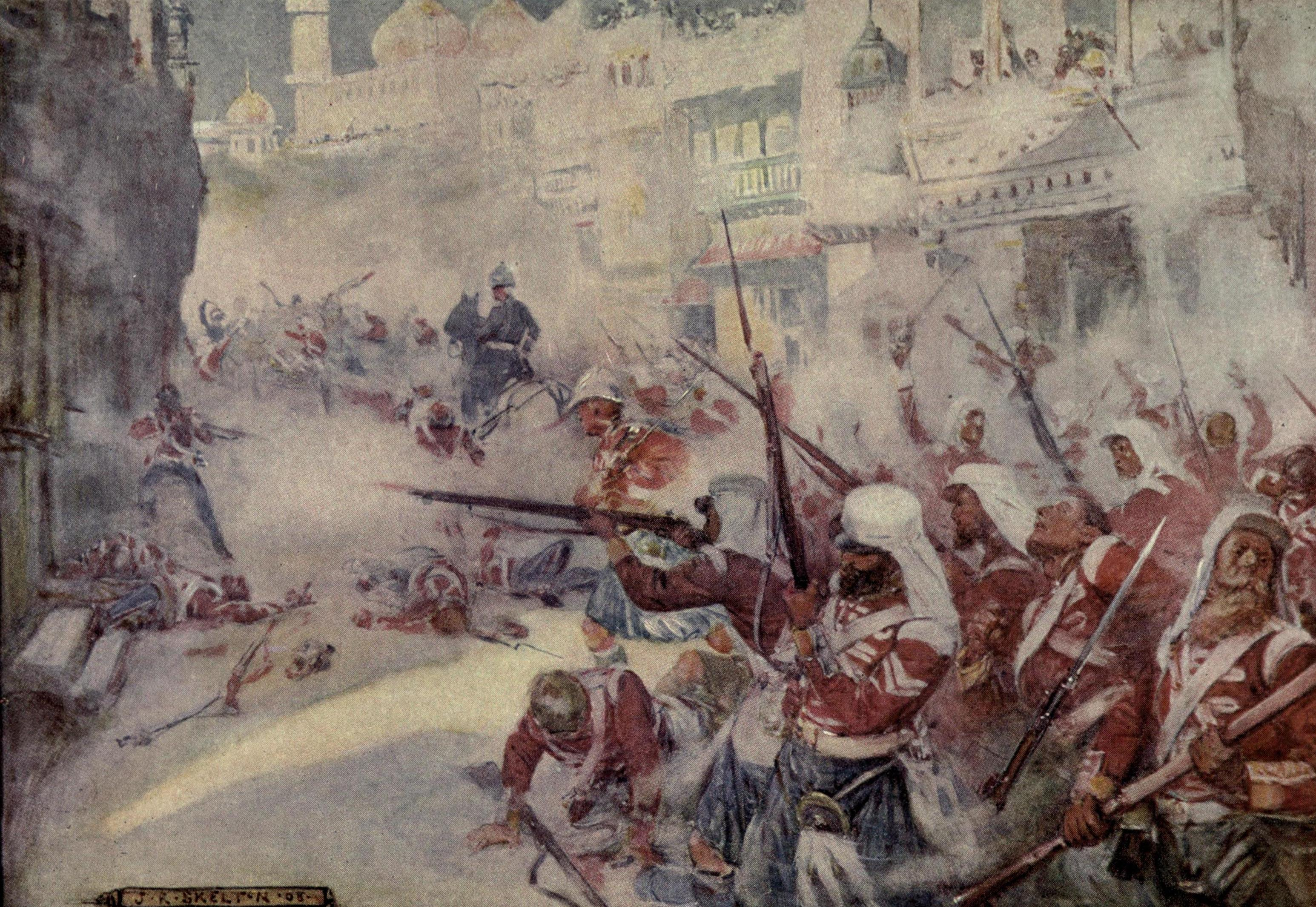
British soldiers were seen fighting their way through the streets, dans India's Story, 1912.